# Pteraster trigonodon
Pteraster trigonodon är en sjöstjärneart som beskrevs av Fisher 1910. Pteraster trigonodon ingår i släktet Pteraster och familjen knubbsjöstjärnor. Inga underarter finns listade i Catalogue of Life.